# Jardim Elétrico
Jardim Elétrico é o quarto álbum da banda brasileira Os Mutantes, lançado em 1971 pela Polydor Records. Cinco das músicas deste álbum deveriam ser lançadas no disco Tecnicolor, gravado para o mercado externo, que acabou sendo cancelado na época e só foi lançado em 2000. Esse álbum está na lista dos 100 melhores discos da música brasileira ocupando a 72ª posição.

## Faixas
| Lado A |                           |                                           |         |  |
| N.º    | Título                    | Compositor(es)                            | Duração |  |
| 1.     | "Top Top"                 | Mutantes / Liminha                        | 2:28    |  |
| 2.     | "Benvinda"                | Arnaldo Baptista / Rita Lee               | 2:47    |  |
| 3.     | "Tecnicolor"              | Arnaldo Baptista / Rita Lee / Sérgio Dias | 3:44    |  |
| 4.     | "El Justiciero"           | Arnaldo Baptista / Rita Lee / Sérgio Dias | 3:52    |  |
| 5.     | "It's Very Nice pra Xuxu" | Arnaldo Baptista / Rita Lee / Sérgio Dias | 4:48    |  |
| 6.     | "Portugal de Navio"       | Arnaldo Baptista / Rita Lee / Sérgio Dias | 2:43    |  |

| Lado B         |                   |                                           |         |  |
| N.º            | Título            | Compositor(es)                            | Duração |  |
| 7.             | "Virgínia"        | Arnaldo Baptista / Rita Lee / Sérgio Dias | 3:27    |  |
| 8.             | "Jardim Elétrico" | Arnaldo Baptista / Rita Lee / Sérgio Dias | 3:14    |  |
| 9.             | "Lady Lady"       | Mutantes / Liminha                        | 3:33    |  |
| 10.            | "Saravá"          | Arnaldo Baptista / Rita Lee / Sérgio Dias | 4:24    |  |
| 11.            | "Baby"            | Caetano Veloso / Versão: Mutantes         | 3:37    |  |
| Duração total: | Duração total:    | Duração total:                            | 38:37   |  |

## Músicos
- Arnaldo Baptista: teclados, vocais
- Rita Lee: vocais
- Sérgio Dias:  guitarras, vocais
- Liminha: baixo, vocais
- Dinho Leme: bateria

Participação:
- Rogério Duprat: arranjos orquestrais

1. ↑  «Os 100 maiores discos da música brasileira». Umas Linhas. 20 de dezembro de 2007. Consultado em 20 de abril de 2009. Cópia arquivada em 28 de outubro de 2007